# Liste des circonscriptions législatives de la Polynésie française

Circonscriptions électorales de la Polynésie française.

La collectivité d'outre-mer de Polynésie française est, sous la Cinquième République, constitué d'une seule circonscription législative de 1958 à 1978, de deux circonscriptions à partir de 1978 puis de trois circonscriptions depuis le redécoupage de 2010, entré en application à compter des élections législatives de 2012. 

## Présentation
Depuis 1946 et l'accession au statut de territoire d'outre-mer, la Polynésie française constitue une circonscription électorale unique. La loi du 8 décembre 1977 octroie au territoire un second siège de député à l'Assemblée nationale, la division en deux circonscriptions étant effective à compter des élections législatives de 1978.
Lors des élections législatives de 1986 qui se sont déroulées selon un mode de scrutin proportionnel à un seul tour par listes départementales, le nombre de deux sièges de Polynésie française a été conservé.
Le retour à un mode de scrutin uninominal majoritaire à deux tours en vue des élections législatives suivantes, a maintenu ce nombre de deux sièges,, selon un nouveau découpage électoral.
Le redécoupage des circonscriptions législatives réalisé en 2010 et entrant en application à compter des élections législatives de juin 2012, a modifié le nombre et la répartition des circonscriptions de Polynésie française, porté à trois du fait de la sous-représentation démographique du territoire.

## Composition des circonscriptions

### Composition des circonscriptions de 1958 à 1978
Jusqu'en 1978, le territoire de Polynésie française représente une circonscription unique.
- Circonscription de la Polynésie française

### Composition des circonscriptions de 1978 à 1988
À compter de 1978, il est divisé en deux circonscriptions regroupant les communes suivantes :
- 1re circonscription : communes de Papeete, Faaʻa, Punaauia, Paea, Papara, Teva I Uta, Taiarapu-Ouest, Moorea-Maiao, communes des îles Sous-le-Vent et des îles Australes
- 2e circonscription : communes de : Pirae, Arue, Mahina, Hitiaa O Te Ra, Taiarapu-Est, communes des îles Tuamotu-Gambier et des îles Marquises

### Composition des circonscriptions de 1988 à 2012
À compter du découpage de 1986, le territoire de Polynésie française comprend deux circonscriptions regroupant les communes suivantes :
- 1re circonscription : communes de Bora-Bora, Faaʻa, Huahine, Maupiti, Moorea-Maiao, Paea, Papeete, Punaauia, Raivavae, Rapa, Rimatara, Rurutu, Tahaa, Taputapuatea, Tubuai, Tumaraa, Uturoa.
- 2e circonscription : communes de : Anaa, Arue, Arutua, Fakarava, Fangatau, Fatu Hiva, Gambier, Hao, Hikueru, Hitiaa O Te Ra, Hiva Oa, Mahina, Makemo, Manihi, Napuka, Nuku Hiva, Nukutavake, Papara, Pirae, Puka-Puka, Rangiroa, Reao, Tahuata, Taiarapu-Est, Taiarapu-Ouest, Takaroa, Tatakoto, Teva I Uta, Tureia, Ua-Huka, Ua-Pou.

### Composition des circonscriptions à compter de 2012
Depuis le nouveau découpage électoral, le territoire comprend trois circonscriptions regroupant les communes suivantes :
- 1re circonscription : communes d'Anaa, Arue, Arutua, Fakarava, Fangatau, Fatu Hiva, Gambier, Hao, Hikueru, Hiva Oa, Makemo, Manihi, Moorea-Maiao, Napuka, Nuku Hiva, Nukutavake, Papeete, Pirae, Puka-Puka, Rangiroa, Reao, Tahuata, Takaroa, Tatakoto, Tureia, Ua-Huka et Ua-Pou
- 2e circonscription : communes d'Hitiaa O Te Ra, Mahina, Paea, Papara, Raivavae, Rapa, Rimatara, Rurutu, Taiarapu-Est, Taiarapu-Ouest, Teva I Uta et Tubuai
- 3e circonscription : communes de Bora-Bora, Faaʻa, Huahine, Maupiti, Punaauia, Tahaa, Taputapuatea, Tumaraa et Uturoa